# Liste des titres musicaux numéro un aux États-Unis en 2011
Cette page liste les titres musicaux ayant le plus de succès au cours de l'année 2011 aux États-Unis d'après le magazine Billboard.

## Historique

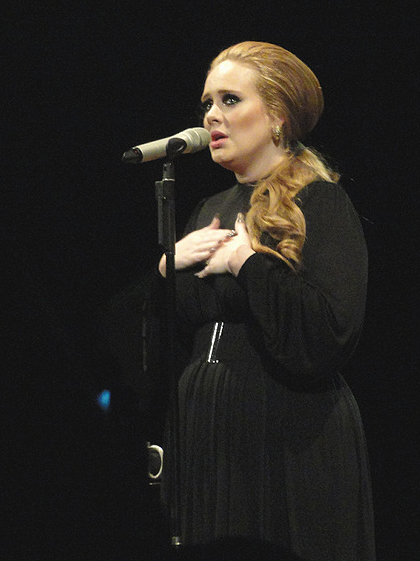
La chanteuse britannique Adele est resté 12 semaines numéro un au Billboard Hot 100 en 2011 avec les chansons Rolling in the Deep et Someone Like You.

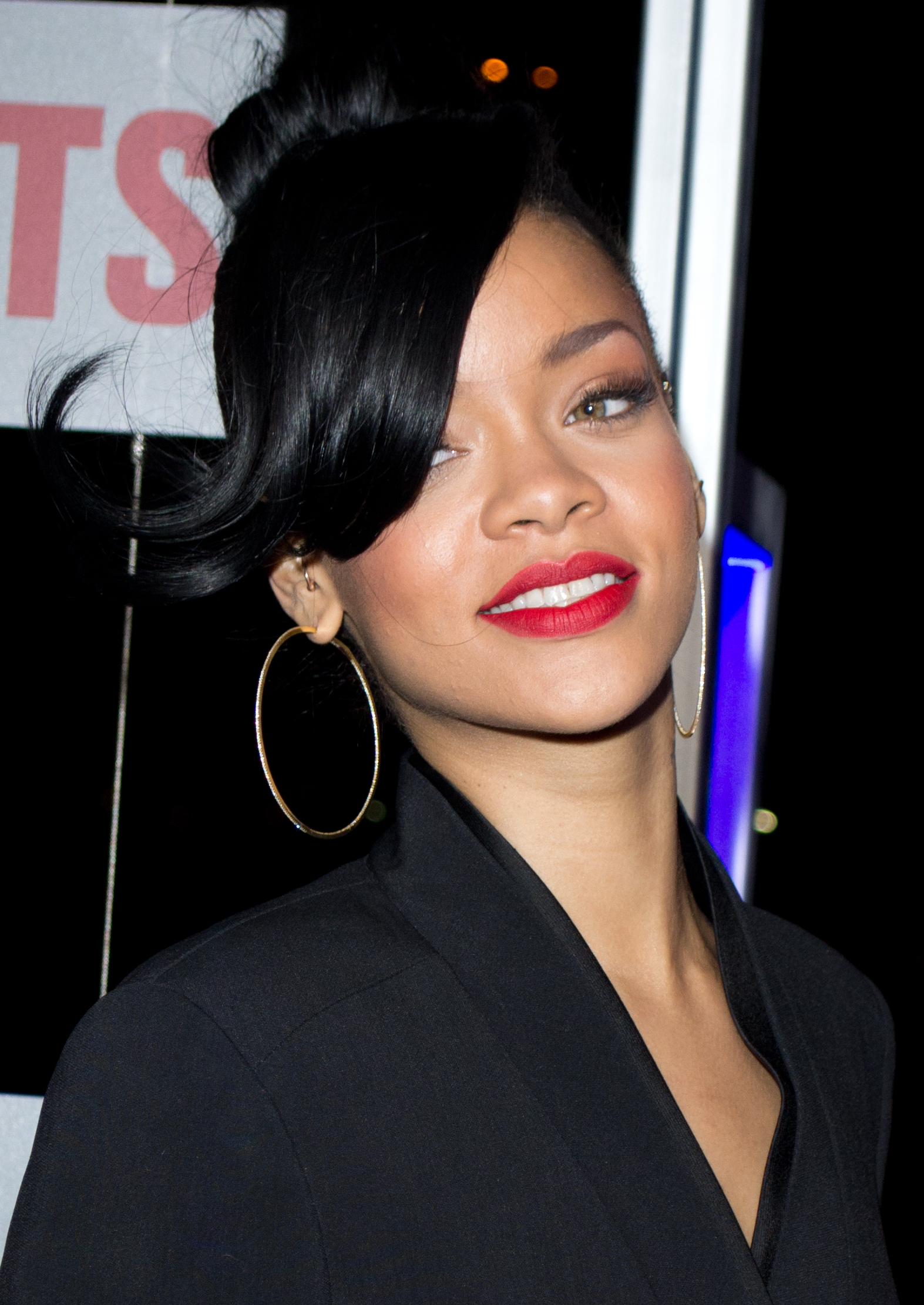
La chanteuse barbadienne Rihanna est resté 9 semaines numéro un au Billboard Hot 100 en 2011 avec les chansons S&M et We Found Love.

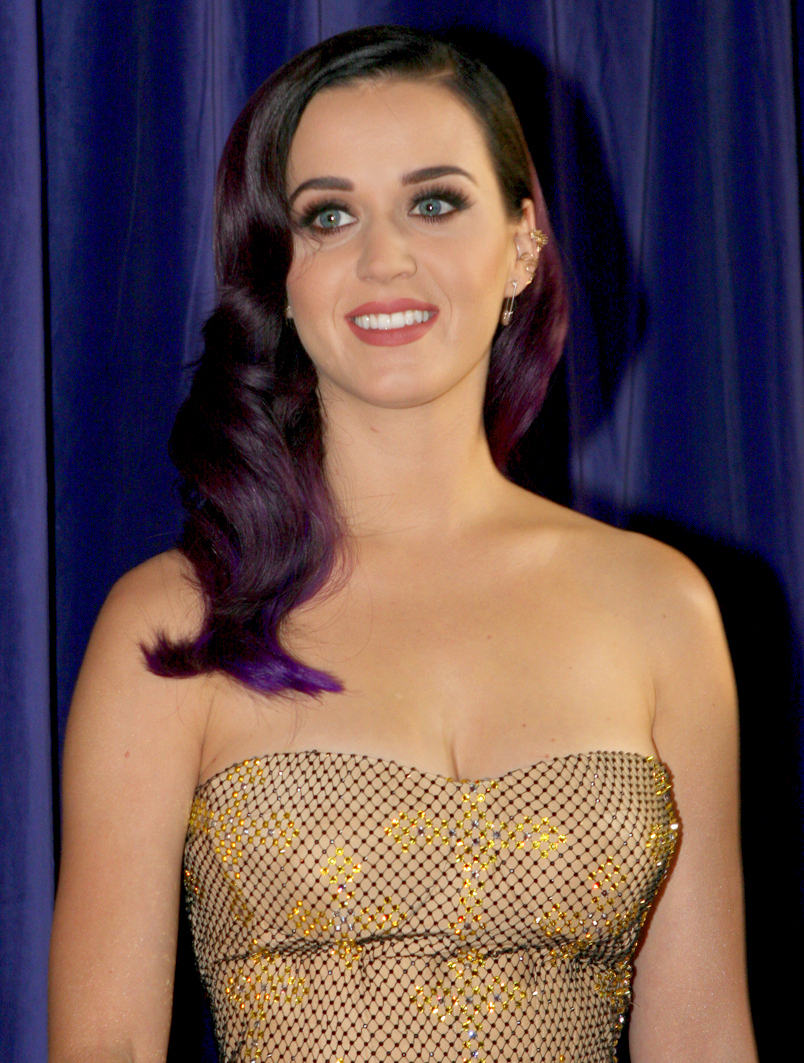
La chanteuse américaine Katy Perry est resté 9 semaines numéro un au Billboard Hot 100 en 2011 avec les chansons Firework, E.T. et Last Friday Night (T.G.I.F.).

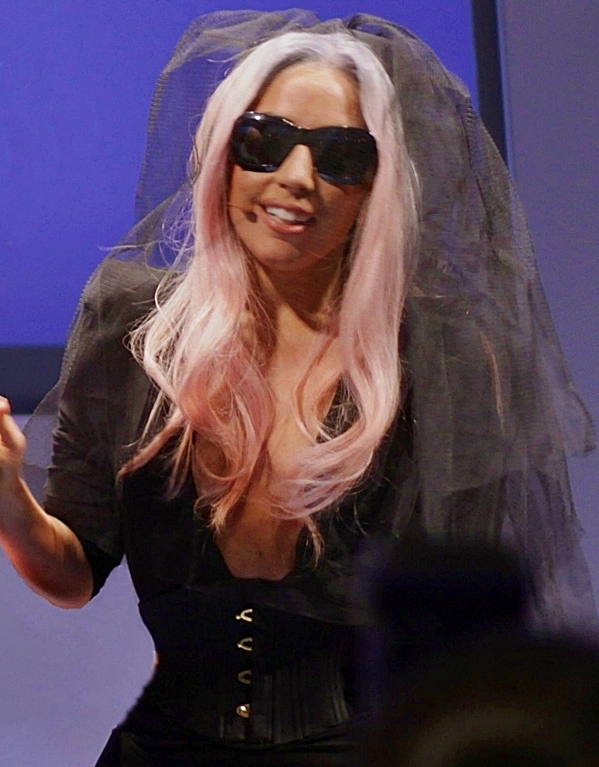
La chanson Born This Way de la chanteuse Lady Gaga est resté 6 semaines consécutive au Billboard Hot 100 en 2011.

| Date         | Artiste(s)                                 | Titre                        | Référence |
| ------------ | ------------------------------------------ | ---------------------------- | --------- |
| 1er janvier  | Katy Perry                                 | Firework                     |           |
| 8 janvier    | Bruno Mars                                 | Grenade                      |           |
| 15 janvier   | Katy Perry                                 | Firework                     |           |
| 22 janvier   | Bruno Mars                                 | Grenade                      |           |
| 29 janvier   | Britney Spears                             | Hold It Against Me           |           |
| 5 février    | Bruno Mars                                 | Grenade                      |           |
| 12 février   | Bruno Mars                                 | Grenade                      |           |
| 19 février   | Wiz Khalifa                                | Black and Yellow             |           |
| 26 février   | Lady Gaga                                  | Born This Way                |           |
| 5 mars       | Lady Gaga                                  | Born This Way                |           |
| 12 mars      | Lady Gaga                                  | Born This Way                |           |
| 19 mars      | Lady Gaga                                  | Born This Way                |           |
| 26 mars      | Lady Gaga                                  | Born This Way                |           |
| 2 avril      | Lady Gaga                                  | Born This Way                |           |
| 9 avril      | Katy Perry featuring Kanye West            | E.T.                         |           |
| 16 avril     | Katy Perry featuring Kanye West            | E.T.                         |           |
| 23 avril     | Katy Perry featuring Kanye West            | E.T.                         |           |
| 30 avril     | Rihanna featuring Britney Spears           | S&M                          |           |
| 7 mai        | Katy Perry featuring Kanye West            | E.T.                         |           |
| 14 mai       | Katy Perry featuring Kanye West            | E.T.                         |           |
| 21 mai       | Adele                                      | Rolling in the Deep          |           |
| 28 mai       | Adele                                      | Rolling in the Deep          |           |
| 4 juin       | Adele                                      | Rolling in the Deep          |           |
| 11 juin      | Adele                                      | Rolling in the Deep          |           |
| 18 juin      | Adele                                      | Rolling in the Deep          |           |
| 25 juin      | Adele                                      | Rolling in the Deep          |           |
| 2 juillet    | Adele                                      | Rolling in the Deep          |           |
| 9 juillet    | Pitbull featuring Ne-Yo, Afrojack & Nayer  | Give Me Everything           |           |
| 16 juillet   | LMFAO feauturing Lauren Bennett & GoonRock | Party Rock Anthem            |           |
| 23 juillet   | LMFAO feauturing Lauren Bennett & GoonRock | Party Rock Anthem            |           |
| 30 juillet   | LMFAO feauturing Lauren Bennett & GoonRock | Party Rock Anthem            |           |
| 6 août       | LMFAO feauturing Lauren Bennett & GoonRock | Party Rock Anthem            |           |
| 13 août      | LMFAO feauturing Lauren Bennett & GoonRock | Party Rock Anthem            |           |
| 20 août      | LMFAO feauturing Lauren Bennett & GoonRock | Party Rock Anthem            |           |
| 27 août      | Katy Perry                                 | Last Friday Night (T.G.I.F.) |           |
| 3 septembre  | Katy Perry                                 | Last Friday Night (T.G.I.F.) |           |
| 10 septembre | Maroon 5 featuring Christina Aguilera      | Moves Like Jagger            |           |
| 17 septembre | Adele                                      | Someone Like You             |           |
| 24 septembre | Maroon 5 featuring Christina Aguilera      | Moves Like Jagger            |           |
| 1er octobre  | Maroon 5 featuring Christina Aguilera      | Moves Like Jagger            |           |
| 8 octobre    | Maroon 5 featuring Christina Aguilera      | Moves Like Jagger            |           |
| 15 octobre   | Adele                                      | Someone Like You             |           |
| 22 octobre   | Adele                                      | Someone Like You             |           |
| 29 octobre   | Adele                                      | Someone Like You             |           |
| 5 novembre   | Adele                                      | Someone Like You             |           |
| 12 novembre  | Rihanna featuring Calvin Harris            | We Found Love                |           |
| 19 novembre  | Rihanna featuring Calvin Harris            | We Found Love                |           |
| 26 novembre  | Rihanna featuring Calvin Harris            | We Found Love                |           |
| 3 décembre   | Rihanna featuring Calvin Harris            | We Found Love                |           |
| 10 décembre  | Rihanna featuring Calvin Harris            | We Found Love                |           |
| 17 décembre  | Rihanna featuring Calvin Harris            | We Found Love                |           |
| 24 décembre  | Rihanna featuring Calvin Harris            | We Found Love                |           |
| 31 décembre  | Rihanna featuring Calvin Harris            | We Found Love                |           |